# Виступи вапняку (пам'ятка природи)
Ви́ступи вапняку́ — геологічна пам'ятка природи місцевого значення в Україні. Об'єкт розташований на території Косівського району Івано-Франківської області, село Пістинь. 
Площа 0,7 га. Статус отриманий 1972 року. Перебуває у віданні Пістинської сільської ріди. 
Входить до складу регіонального ландшафтного парку «Гуцульщина». 